# Lophocrama auritincta
Lophocrama auritincta är en fjärilsart som beskrevs av George Francis Hampson 1905. Lophocrama auritincta ingår i släktet Lophocrama och familjen trågspinnare. Inga underarter finns listade i Catalogue of Life.